# Black Punk
Black Punk è un singolo della rapper statunitense Rico Nasty pubblicato il 17 giugno 2022.

## Tracce
Download digitale
Testi e musiche di Maria Kelly, Amon.
1. Black Punk – 2:31

## Video musicale
Il video musicale è stato pubblicato su YouTube in concomitanza con la pubblicazione del singolo.

## Formazione
Musicisti
- Rico Nasty – voce

Produzione
- Amon – produzione